# 草野俊助
草野 俊助（くさの しゅんすけ、1874年（明治7年）3月2日 - 1962年（昭和37年）5月19日）は、日本の植物学者、病理学者である。東京大学名誉教授。理学博士。

## 経歴
福島県の生まれ。草野孝信の長男。
東京帝国大学（現在の東京大学）卒業後、1925年（大正11年）に母校の同大学教授として活動する。同大学勤務中は教鞭を執る傍ら主に菌類の研究に携わり、1933年（昭和8年）に壺状菌類の生活史に関する研究に携わったことで帝国学士院賞（東宮御成婚記念賞）を受賞し、同院の会員となった。
また帝大に勤務中の1931年（昭和6年）には東京文理科大学（後の東京教育大学、現在の筑波大学）の教授としても活動し、1937年（昭和12年）の定年退官まで両大学教授を兼務する。没後は佐藤玄々や今野源八郎、相馬恵胤と共に相馬市の名誉市民に認定された。

## 人物
住所は東京都目黒区鷹番町。

## 家族・親族
草野家
- 父・孝信（福島県士族）[5]
- 妻・光（1886年 - ?、東京、宮本央の長女）[5]
- 息子、娘[5]

親戚
- 妻の父・宮本央（東京府多額納税者、地家主、資産家）